# Обстріли Житомира
Обстріли Житомира розпочалися після вторгнення Росії до України 24 лютого 2022 року.

## Перебіг подій

### Лютий

#### 24 лютого
24 лютого о 5:40 ранку ракетним ударом було обстріляно військовий аеродром Озерне у передмісті.

#### 27 лютого
Вдень окупаційні війська Росії застосували ракетні комплекси 9К720 «Іскандер», розташовані в Білорусі, для удару по цивільному аеропорту Житомир .

### Березень

#### 1 березня
Пізно увечері російські війська вдарили по житловому сектору міста. Було пошкоджено близько 10 житлових будинків на вулиці Шухевича і міська лікарня ім. Павлусенка. На місто було скинуто кілька бомб. Загинуло двоє людей, травмовано троє, під завалами житлових будинків можливо перебували люди.

#### 2 березня
Окупанти обстріляли Обласний перинатальний центр, також ворог атакував приватний сектор міста.

#### 4 березня

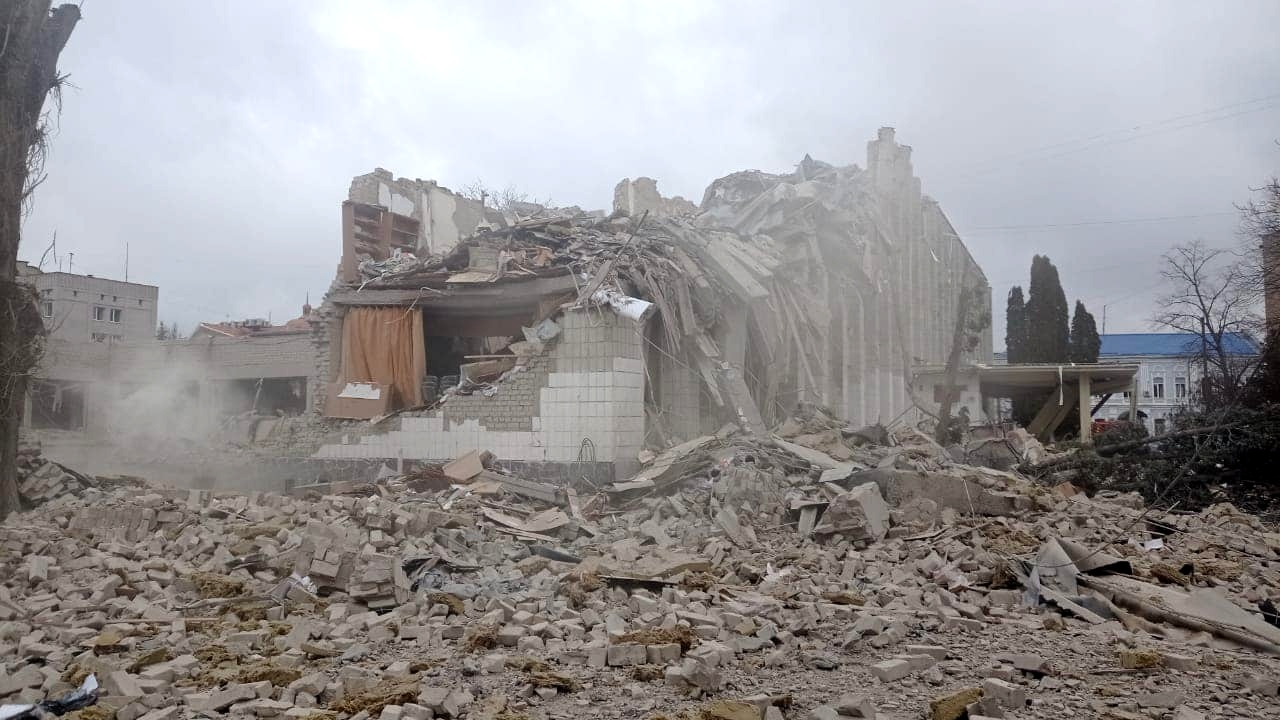
Ліцей № 25 міста Житомира після удару 4 березня

Російські окупанти завдали бомбового удару по ліцею №25 міста Житомира; фактично половину ліцею було знищено. Увечері загарбники обстріляли Озерне і Житомирський бронетанковий завод: двоє людей поранені.

#### 8 березня
Російські окупанти нанесли авіаудари по Житомиру, було повністю зруйновано гуртожиток, обстріляно завод Ізоват.

#### 9 березня
Під вечір російські сили скидають авіабомби в районі Озерного.

#### 25 березня
Ракета вдарила по військовой частині. 

### Червень

#### 9 червня
Три літаки, що вилетіли з білоруського аеродрому, вдарили ракетами по області. Це були два Су-34 і один Су-30.

#### 25 червня
Починаючи з 4:15 ранку ворогом були обстріляні військові об’єкти навколо Житомира. З літаків, які зайшли з білорусі, були запущені ракети. Сумарно було 24 ракети запущено по військовим частинам і об’єктам навколо Житомира».

### Серпень

#### 16 серпня
У вівторок, 16 серпня, ворог обстріляв Житомирщину. Підтверджено два вибухи внаслідок ракетного удару у Житомирському районі.  Зафіксували влучання по військовому аеродрому, внаслідок чого було пошкоджено злітно-посадкову смугу та кілька одиниць автомобільної техніки. 
За інформацією голови Житомирської ОВА Віталія Бунечка, ракети були випущені з території Білорусі, окупанти підняли літаки на території Білорусі і, намагаючись замаскувати авіаційну активність під тренувальні польоти, випустили дві керовані ракети X-59  

### Жовтень

#### 10 жовтня
Було випущено дві ракети, одна з яких була збита в районі об’єкту критичної інфраструктури. Інша влучила, на жаль, в ціль і частину області було знеструмлено. 

#### 18 жовтня
Російські війська вранці 18 жовтня  завдали удару по Житомиру. Пролунало кілька вибухів, прильоти в об'єкт енергетичної інфраструктури. Місто знеструмлено.

### Листопад

#### 15 листопада
15 листопада під час повітряної тривоги у Житомирі зафіксували два прильоти по енергетичній інфраструктурі, внаслідок чого місто лишилося без світла та частково без води. 

### Грудень

#### 16 грудня
Внаслідок ракетної атаки росії пошкоджень зазнала енергетична інфраструктура Житомирщини. Ворог випустив дві ракети. 

### Березень 2023

#### 9 березня
9 березня 2023 року внаслідок атаки "шахедами" була пошкоджена енергетична інфраструктура у місті Житомир.